# نخستین انسان: زندگی نیل آرمسترانگ
نخستین انسان: زندگی نیل آرمسترانگ (به انگلیسی: First Man: The Life of Neil A. Armstrong)، کتابی بیوگرافی نوشته جیمز آر. هانسن است. این کتاب، داستان زندگی فضانورد آمریکایی، نیل آرمسترانگ را بیان می‌کند که نخستین انسانی است که پا بر روی کره ماه گذاشت. این کتاب نخستین بار توسط سایمون اند شوستر در سال ۲۰۰۵ منتشر شد. باوجود اینکه تمرکز اصلی کتاب در نقش آرمسترانگ در پروژه آپولو ۱۱ است اما با این حال در بخش‌هایی از کتاب به زندگی شخصی و جزئیات اخلاقی وی نیز پرداخته می‌شود. کتاب با واکنش‌های عموماً مثبتی همراه شد.
در سال ۲۰۱۸، کارگردان آمریکایی دیمین شزل بر اساس این کتاب فیلمی اقتباسی تحت عنوان نخستین انسان ساخت که در آن رایان گاسلینگ در نقش نیل آرمسترانگ ظاهر شد. هانسن به عنوان تهیه‌کننده اجرایی با این پروژه همکاری کرد.